# Elektroduendes
Elektroduendes va ser un grup de punk rock de Barcelona compost per Itxaso, Alejo, Uri i Moro (fins al 2003). Es va formar el gener de 1996 amb influències musicals de La Polla Records i Código Neurótico. Es va caracteritzar per un estil punk accelerat amb veus femenines i masculines potents. Les lletres del grup són de caràcter politicosocial properes a l'anarquisme. Van realitzar gires internacionals per Alemanya (2000 i 2002) i Mèxic (2001 i 2004).
El nom el van agafar del programa de TVE titulat La bola de cristal en el qual apareixien uns personatges anomenats els Electroduendes (Bruja Avería, Bruja Truca, Hada Vídeo, Maese Cámara y Maese Sonoro).

## Discografia
- 1988: Elektroduendes (maqueta)
- 2000: Tras la alambrada (EP)
- 2002: 4 Way Split (compartit amb Kako, Malestar i Autonomia)
- 2004: Salgo a la calle[2]